# Jasper Tudor
Jasper Tudor (Hatfield, 1431 – Castelo de Thornbury, 21 de dezembro de 1495) foi duque de Bedford e conde de Pembroke. Ele era filho de Owen Tudor, e de Catarina de Valois, viúva do rei Henrique V. Jasper era irmão uterino de Henrique VI e tio de Henrique VII.

## Família
Irmão uterino de Henrique VI que, ao atingir a maioridade, fez dele Conde de Pembroke em 23 de novembro de 1452. Era ainda Cavaleiro da Jarreteira. Não se sabe se ele seus irmãos eram legítimos, pois o casamento dos pais, provavelmente secreto, não era reconhecido pelas autoridades, mas gozou de todos os privilégios adequados a seu nascimento até 1461, quando foi sujeito a um attainder por apoiar Henrique VI contra os Yorkistas, que o depuseram.

## Biografia
Casou por volta de 1483 com Catarina Woodville (nascida antes de 1458 e morta após 1525) irmã da Rainha Isabel Woodville, filhas de Ricardo Wydeville (em 1469 decapitado), primeiro conde ou earl Rivers, e sua esposa Jacquetta de St. Pol de Luxemburgo (ca. 1416–1472). Catarina era viúva de João Plantageneta, Duque de Bedford, e viúva do segundo e último Duque de Buckingham, Henrique Stafford, pais de quatro filhos. Catarina, ao enviuvar de Jasper, depois de dezembro de 1495 casou com o cavaleiro Sir Ricardo Wingfield, Duque de Kimbolton Castle.
Jasper sobreviveu à Guerra das Rosas. Foi feito em 1485 Duque de Bedford, de 1486 a 1494 lord-lieutenant ou governador militar da Irlanda. Sem deixar geração legítima, teve dois bastardos. Era tio de Henrique VII e foi o arquiteto da vitoriosa conquista da Inglaterra e Gales em 1485.  
Era um aventureiro, mas com grande experiência militar, parte dela obtida no início da Guerra das Rosas. Permaneceu em contato com Margarida de Anjou (viúva de Henrique VI) que tentava recuperar a herança do filho, e detinha o castelo de Denbigh para os lancastrianos. Educou seu sobrinho, Henrique, cujo pai morrera antes de seu nascimento, até 1461 quando a custódia foi entregue a Guilherme Herbert. Após o retorno do rei Yorkista Eduardo IV de seu exílio temporário em 1471, Jasper levou o sobrinho adolescente, Henrique, para o exílio na Bretanha. Graças a ele, Henrique adquiriu a consciência tática que possibilitaram sua vitória sobre o mais experiente Ricardo III na batalha de Bosworth. Ao subir ao trono em 1485, Henrique devolveu ao tio Jasper seus títulos anteriores, inclusive o de cavaleiro da Jarreteira e o designou Duque de Bedford. Em 1488 deu-lhe a posse do castelo de Cardiff.